# 名 (人名)
姓名における名（めい、な、英: given name、個人に与えられる名の意味）、および個人名（こじんめい）とは、人名のうち個人を特定する部分である。日本などのいわゆる漢字文化圏においては、家族を特定する姓の後に置いて姓名を構成し、縦書きすると姓の下に続くため、一般に下の名前と呼ぶ。英語圏の名前などにおいては、家族を特定する家系名 (family name) の前に置くため、ファーストネーム (first name) とも呼ぶ。

## 名の位置
一般に「ヨーロッパの人名は名が先に来る」などという解釈をされるが、ハンガリーの人名のように姓名の順で書く場合や、出家などの事情により家系名を捨てたり、もともと持たなかったりする人を言及する際に職名や所属団体名などがつくことで「名が後に来る」ため断言はできない。とはいえ、ハンガリーの人名の場合は、特に著者名などにおいて他言語の慣行に倣い、名姓の順で記す場合もあり、その意味では漢字文化圏の人名もラテン文字へ翻字し、名姓の順で記す場合があるため一概に言えない。

### 姓名
家系名の後に個人名を置く形式。漢字文化圏および儒教圏において広く見られる。
日本においては「なになにのなにがし」あるいは「なになに なにがし」といったように、屋号や氏（）、姓といった家系名の後に個人名を置くことで、その集団の構成員であることを表す。平民苗字必称義務令により全国民に普及した公的に名乗れる名字を受け継いだ日本法においても、氏名の語が示す通り、家系名が先に来る慣行を引き継いでいる。また、職場においても役職名および肩書については「なにがし校長」といったように、個人名の接尾語となることがるが、所属名については「なになに学校 なにがし校長」あるいは「なになに学校校長 なにがし」などのように属している集団の後ろに個人名を置く。

### ギブンネーム・ファミリーネーム
家系名の前に個人名を置く形式。英語圏などにおいて広くみられる。
英文法においては「なになにのなにがし」つまりA of Bと書いた場合、BのAとなる。姓名の並びもこれと同じように、ファミリーネームを後に置く。

## 名のみの人名

### 日本
日本人の人名は、戸籍法により戸籍に氏名のどちらも記載することが定めてあるため、原則として名のみの人名は存在しない。しかし古来、日本において氏が、立場の上の人が下の人に対して与えるものであるため、いまだ氏を与える人のいない天皇は名のみを持つ。

### アイスランド
アイスランド人の名前は、家系名に当たる部分を持たず、個人名の後ろに父およびまれに母の個人名に接尾語をつけたものを置く。したがって、少なくとも家系名を持たず、当人のものではないにしろ個人名のみで構成された名前ともいえる。

## 名無しの人名
個人を特定するための名称である名がないことは、現実には極めてまれである。名付けられる前に親を亡くしたような場合でも、生活している社会集団の中で個人を特定するために、仮に戸籍がなくても何かしらの名前がつくものである。この例外は、個人名を使わずとも個人が特定できる肩書などを持つ場合である。ごくまれに宗教上の理由などで、出生名を捨てて、なおかつ洗礼名など代わりになる個人を特定するため名称を与えられず、役職名などのみを持つに至る人もいる。あるいは、家系名に続柄を置いたり、それに相当する語形変化を起こしたりすることで個人を識別し、個人名をつけないこともある。
また、著名でありながら個人名が不明となる場合はよくあることで、歴史上の人物に関しては個人名に変えて役職名とその代数のみが伝わることで個人名は不明となることがよくある。あるいは、宗教や学術などの指導者の周囲の人物は、弟子などといった立場のみが伝わり、個人名が不明となる。

### 漢字文化圏
古来、漢字文化圏においては、親や君主でない人が実名敬避俗により個人に与えられた実名である諱（、忌み名）を呼ぶことは無礼であるとして憚られ、代わりとなる字（、あだ名）が必要であった。字が個人ごとに与えられる場合は、結局これが個人名となるが、家系名や役職名、続柄などとの組み合わせなどで構成する場合は、個人名を記録に残すことが困難になる。

#### 日本
日本においても、個人名が不明な人物は珍しくない。
平安時代から鎌倉時代にかけては、女子の諱を公に呼ぶことは無礼であり、宮中の歌合の記録や家系図においてもこの礼儀は守られた。貴人に出仕する女房においては、個人を特定できないと不便であるため、諱に代えて女房名（女房名）を名乗った。例えば清少納言は女房名であり、父親の氏（うぢ）である清原氏（きよはらうぢ）と役職名である少納言の組み合わせであり、個人名に相当する部分は存在しない。また、紫式部の名で知られる藤式部（）は、父親の氏（うぢ）である藤原氏（ふぢわらうぢ）に、役職名の式部の組み合わせであり、個人名に存在する部分は存在しない。紫式部の紫についても、代表作である『源氏物語』の登場人物である「紫の上」に由来するというのが通説で、やはり個人名はない。

## 名の由来
文化圏によっては、慣行として神話などの登場人物や聖典の登場人物を模した名をつける場合もある。
逆に、特に漢字文化圏などでは、貴人の実名を避諱するため通称はともかく、実名に出生時の出来事など個性を持たせる傾向にある。ちなみに、こうした理由でキラキラネームについても、諱と字、公的な名前と私的な通名などを複数持っていた時代から存在し、現代に始まったことではない。

## 名の変化
言語によっては、基本的に男女で対となる名が存在する。例えば、英語の人名において男性名であるJohn（ジョン）は、女性名であるJane（ジェーン）を持つとされる。
また、日本人の名前における太郎（）、次郎（）といった輩行名や松子（）、竹子（）などの出生順に変化できるとする名が存在する。